# Velupillai Prabhakaran
Velupillai Prabhakaran (tamilisch: வேலுப்பிள்ளை பிரபாகரன், Vēluppiḷḷai Pirapākaraṉ, [ˈʋeːlɯpːɨɭːɛi̯ prəˈbɑːɦərən]; * 26. November 1954 in Valvettithurai, Ceylon; † 18. Mai 2009 in Sri Lanka) war seit den 1970er Jahren bis 2009 der Anführer der Liberation Tigers of Tamil Eelam (LTTE), einer paramilitärischen Organisation, die für die Unabhängigkeit des von Tamilen dominierten Nordens und Ostens Sri Lankas kämpfte.
Prabhakaran verfolgte, nach eigenen Angaben, die Errichtung eines sozial gerechten Staates, dessen Gesellschaft nicht auf dem hergebrachten sri-lankischen Kastensystem basiere und die Gleichberechtigung aller Bürger, insbesondere auch der Frauen beinhalte. Zu seinen militärischen Taktiken gehörte auch der Einsatz von Selbstmordattentätern. Prabhakaran wurde international von Organisationen wie Interpol gesucht; man beschuldigt ihn des Terrorismus, der organisierten Kriminalität, des Verbrechens gegen die Menschlichkeit und des Einsatzes von Kindersoldaten.

## Leben

### Jugend
Prabhakaran wurde als Sohn eines Beamten und Angehörigen einer niedrigen Fischerkaste geboren. Seine Eltern waren fromme Hindus und Anhänger von Mahatma Gandhis Ahimsa-Lehre. Er fühlte sich aber bei seiner Bücherlektüre eher zu Napoleon und Alexander dem Großen hingezogen, außerdem bezeichnete er die indischen Nationalistenführer Subhash Chandra Bose und Bhagat Singh als Vorbilder. Velupillai Prabhakaran erlebte in seinen jungen Jahren Gewalttätigkeiten gegen Tamilen mit. Er begann sich früh für Politik zu interessieren. Geprägt wurde er auch durch seinen Nachhilfelehrer Venugopal Master. Dieser vertrat die Auffassung, dass die Tamilen im Norden und Osten eine eigene Nation mit einer eigenen Kultur und Geschichte seien und in der Vergangenheit eigene Königreiche gehabt hätten. Es seien die britischen Kolonialherren gewesen, die Singhalesen und Tamilen mit Gewalt zu einem Land vereinigten hätten. Die aktuelle tamilische politische Führung würde die Tamilen in Sklaverei und eventuelle Ausrottung führen. Nirgendwo hätte die parlamentarische Demokratie ethnische Konflikte erfolgreich gelöst. Das sri-lankische Parlament repräsentiere nur die Bestrebungen der singhalesischen Mehrheit. Die tamilische Freiheit könne nur mit Waffengewalt gegen die bewaffnete singhalesische Mehrheit durchgesetzt werden. Venugopal Master selber war von Suntheralingam und Navaratnam beeinflusst, die ab 1969 als erste einen eigenen tamilischen Staat, „Tamil Eelam“, gefordert hatten.
Prabhakaran ordnete sich dem tamilischen Nationalismus und Separatismus zu. Er entwickelte zunehmend den Wunsch und die Vorstellung, einen bewaffneten Kampf für die Errichtung eines unabhängigen Tamilischen Staates zu führen. Mit 14 Jahren schloss er sich mit anderen älteren Jugendlichen für den bewaffneten Kampf zur „Tamil Liberation Organisation“ (TLO) zusammen. Die Gruppe experimentierte mit selbstgemachten Bomben und stellte zum Teil, wie zu dieser Zeit üblich, Waffen und Munition selber her. Prabhakaran war in mehreren verschiedenen Gruppen aktiv.

### Gründer und Anführer der „Tamil Tigers“
1972, im Alter von 18 Jahren, gründete er die Organisation „Tamil New Tigers“ (TNT). Als Symbol seiner Gruppe wählte er den Tiger, Zeichen des antiken tamilischen Chola-Königreiches. Am 17. September 1972 verübten die TNT einen Bombenanschlag auf ein Volksfest in Jaffna, das unter der Schirmherrschaft von Armee und Polizei stand. Dies sollte als Warnung an die Regierung und als ein Weckruf an moderate tamilische Politiker, sich besser um die Belange des tamilischen Volkes zu kümmern, verstanden werden. Als er ein halbes Jahr später verhaftet werden sollte, tauchte Prabhakaran in den Untergrund ab. Auf Grund der hiermit verbundenen Probleme ging er mit anderen ins indische Tamil Nadu.
1974 kehrte er mit neuen Mitstreitern nach Sri Lanka zurück. Die Gruppe verübte weitere gewalttätige Aktionen. Prabhakaran erschoss am 27. Juli 1975 gemeinsam mit drei Kämpfern den Bürgermeister von Jaffna. Auf Grundlage eines einzigen erhaltenen Fotos setzte nun eine intensivere Fahndung nach ihm ein. Der Anschlag auf den Bürgermeister führte der Bewegung neue Rekruten zu. Damit seine ‚Tigers‘ nicht als eine bewaffnete Widerstandsgruppe von vielen wahrgenommen würden und die Gruppe sich auf die Unabhängigkeit Tamil Eelams konzentrierte, benannte er sie im Mai 1976 in „Liberation Tigers of Tamil Eelam“ (LTTE) um. Innerhalb der LTTE wurde ein fünfköpfiges Zentralkomitee geschaffen. Prabhakaran wurde zum militärischen und politischen Führer gewählt.
Prabhakaran gab an, das Ziel seines Separatismus sei die Errichtung eines sozial gerechten Staates, dessen Gesellschaft nicht auf einem Kastensystem basiere und die Gleichberechtigung aller Bürger, insbesondere auch der Frauen, beinhalte. In seinen eigenen Reihen propagierte er die Frauenemanzipation, die für ihn die Beteiligung von Frauen am bewaffneten Kampf mit einschloss. Prabhakaran war seit 1984 mit Mathivathani Erambu verheiratet. Aus der Ehe gingen drei Kinder, eine Tochter und zwei Söhne, hervor.
Die bis 2009 stark geschwächte Rebellenbewegung wurde im Mai des Jahres nach Geländegewinnen des sri-lankischen Militärs eingekesselt. Über Prabhakaran, der geschworen hatte, niemals lebend gefasst zu werden und für diesen Fall immer eine Zyankali-Kapsel um den Hals trug, war zunächst nichts bekannt. Unter anderem wurde vermutet, er habe Suizid begangen, um der Gefangenschaft zu entgehen. Die sri-lankische Armee gab an, er sei am 18. Mai 2009 auf der Flucht erschossen worden. Die LTTE bestätigte einige Tage später den Tod ihres Anführers.

### Das Schicksal der Familie
Nachdem am 18. Mai 2009 die Leiche von Prabhakarans ältestem Sohn Charles Anthony (* 1985) gefunden worden war, gab die Armee wenige Tage später den Tod der gesamten Familie bekannt.
Im Februar 2013 erschienen Bilder, die Prabhakarans zwölfjährigen Sohn Balachandran zuerst lebend in Gewahrsam der Armee und zwei Stunden später erschossen auf dem Boden liegend zeigten. Der erste Schuss wurde Forensikern zufolge aus nächster Nähe abgefeuert, so dass von einer Hinrichtung ausgegangen werden muss.